# Ако те има
„Ако те има“ е български игрален филм (драма) от 1982 година, по сценарий и режисура на Иля Велчев. Оператор е Михаил Венков. Художник – Захари Савов. Музиката във филма е композирана от Найден Андреев.
Едноименната песен „Ако те има“ се изпълнява от Орлин Горанов и Тоника СВ.
Във филма звучи и рока „Какво съм аз, какво си ти?“ в изпълнение на Силвия Кацарова и Александър Петрунов.
Стиховете и на двете песни са на Иля Велчев.
Филмът е цензуриран от тогавашната политическа власт и е изрязан в негатив.

## Награди
На годишната анкета на Българската кинематография, „Ако те има“ е посочен от публиката за:
- Най-добър филм
- Най-добър сценарий
- Най-добра режисура

Гледан е от над 700 000 зрители преди да бъде свален от екраните.

## Сюжет
Филм за разпалените страсти на компания момичета и момчета, живеещи и мечтаещи в крайморски град. Загърбвайки невидимите окови на обикновеното, осакатено от морална гледна точка, ежедневие, Нели и Сандро опознават любовта чрез творчеството на Шекспир, обяснявайки един на друг чувствата си чрез думите, написани някога от него. Компанията завършва гимназия. В свободното си време подготвят куклено представление по „Ромео и Жулиета“. В тази игра всеки изпълнява определената му роля. Сандро и Нели се обичат не само на сцената, но и в живота. На сцената им е по-лесно, Шекспир е изрекъл всичко вместо тях. Сандро е обикновено момче, на което му предстои да замине войник. Нели е дете на високопоставено семейство, свири на флейта и е приета да учи в Консерваторията. Майка ѝ е против тяхната връзка. Намерила е партия за дъщеря си в лицето на дипломата Жоро Фучеджийски, който има връзки в артистичните среди. За да се види с Нели, Сандро бяга от казармата, заловен и осъден, в карцера е контузен и загубва паметта си. Нели се опитва да съхрани любовта им. Задушаващата примка на наложилите се нравствени и социални парадигми, не позволява на чувствата да разцъфнат под натежалата меркантилност. Историята за Ромео и Жулиета остава в театъра.

## Актьорски състав
- Ирен Кривошиева (като Ирен Владимирова) – Нели
- Петър Терзиев – Сандро
- Виолета Бахчеванова – Майката на Нели
- Петър Дончев – Бащата на Нели
- Антон Тонев – Гларуса
- Борис Луканов – Боцмана
- Вера Делчева – баба Неделя
- Юрий Ангелов (като Юри Ангелов) – Критика
- Радко Дишлиев – Жоро Фучеджийски
- Илия Раев – Христов
- Бочо Василев - Партийния секретар
- Кина Мутафова - Приятелката на Майката
- Росица Шумарска - Балерината
- Михаил Лазаров - Синчето
- Цанислав Стойков - Красавеца

В епизодите:
- Георги Джубрилов
- Людмила Захариева
- Катя Динева
- Михаил Михайлов
- Августина Попова
- Люба Петрова
- Борислава Тодорова
- Констанца Тодорова
- Румяна Николова
- Генчо Тодоров
- Галина Котева
- Стоян Алексиев
- Евгения Баракова
- Наталия Бардская
- Росица Кирилова

и други

## Цитати
Тодор Андрейков - киновед, кинокритик
„Завързаните“ истории обикновено стават край морето. Любовните - също. А когато една история е едновременно и „завързана“ и любовна, интересът ни естествено се повишава. Отвеждайки ни на морския бряг, филма „Ако те има“ не излъгва очакванията ни. Необичайната любителска постановка на „Ромео и Жулиета“ е нещо като епиграф на филма. От нея преминаваме към историята на любовта на днешните Ромео и Жулиета - необичайна в проявите си като самата постановка и пак като нея „любителска“. Но не е ли това най-хубавото, което може да се каже за една любов? Историята е наистина увлекателна, остра, с неочаквани обрати (никога няма да се сетите какъв е краят) но стойностите ѝ далече не се изчерпват с това. Защото тя е богата с идеи, теми, мотивни линии в диапазона от деликатно внушение до неприкрито заявление. Филмът е лиричен не само защото основната тема е любовта, но и по структура - литературната му основа напомня на стихосбирка на Иля Велчев. Оттам идва дръзкото смесване на теми и мотиви, на различни художествени пластове. И при трансформацията от субективно литературно слово в обективни зрителни образи понякога се получава шоков ефект. Има един кадър: маската на Бехтовен в заведени където се танцува. Такъв род съчетания са характерни за стила на филма. В „Ако те има“ няма да видите известни кинозвезди. Иля Велчев е имал смелостта да се обърне към съвсем непознати или малко познати от екрана актьорски лица. Това безусловно придава свежест на възприятието ни. Винаги приветстваме творбите надскачащи тесните жанрови граници, рисуващи по-богата картина на живота.
Людмил Кирков - кинорежисьор
Една група колеги смята, че Иля Велчев иска да докаже, че Ромео и Жулиета съществуват и този филм е направен за да защити младото поколение. Другата теза, която и аз застъпвам е, че този филм не е защита на младото поколение на Ромео и Жулиета, а е наблюдение върху младото поколение. Някои се дразнят от младите герои, а според мен тук нещата са по-сложни психологически и главната героиня Нели и останалите млади са много интересни. Другите линии във филма показват защо няма Ромеовци и Жулиети. А кой да ги научи да бъдат такива? Семейството, обкръжението или кой? Не съм съгласен, че в образа на главната героиня има морална двусмисленост и финала на филма трябва да бъде друг. Ще бъде невярно ако се покаже, че Нели продължава да мисли за Сандро, след като лекарката в психиатрията ѝ казва, че с години ще трябва да се занимава с него. Мисля, че надали има такава жена, която ще си посвети години от живота. Тя няма друг път в момента. Оставам размислен от финала. Филмът е изграден вярно и трябва да бъде такъв какъвто е.